# Roberto Frassinelli
Roberto Frassinelli y Burnitz (Luisburgo, Baden-Wurtemberg, 1811 — Corao, 1887), también conocido como «el alemán de Corao». Fue un dibujante, bibliófilo, anticuario, naturalista, arqueólogo de origen alemán afincado en Corao, Cangas de Onís.

## Biografía
En su juventud estudió en la Universidad de Tubinga, desde 1831 hasta 1833, asistiendo a clases de química, anatomía, zoología, botánica, fisiología y cirugía. En esta época perteneció a diversas sociedades secretas y movimientos revolucionarios de ideales románticos; en 1833 se adscribió a la «Gesellschaft der Feuerreiter» (Sociedad de Jinetes del Fuego), participando en las revueltas de Frankfurt de ese año. Condenado por sus actividades políticas en 1836, finalmente, decide trasladarse a España.
En España hace de marchante para anticuarios y bibliófilos alemanes. Sus intereses eran los restos de iglesias medievales, sobre todo prerrománicas y de bibliotecas o subastas de monasterios desamortizados. Se tiene constancia de su presencia en Asturias en 1844 por las Actas de la Comisión Provincial de Monumentos.
Entra en relación con la familia Miyar de Corao, que tiene una librería en Madrid, y se casa con Ramona Dominga Díaz. En 1854 se retira a la aldea de su esposa, Corao, próxima a Covadonga, donde residió hasta su muerte. Entre 1859 y 1876 presta colaboración como dibujante para proyectos arqueológicos.
Realizó los diseños de la Basílica de Santa María la Real de Covadonga de estilo neorrománico, que contrastaban con el proyecto original de Ventura Rodríguez de diseño clasicista y que contaba con el apoyo del Cabildo. En su construcción, iniciada en 1877, al no tener los conocimientos de arquitectura necesarios, tuvo que ceder su puesto al arquitecto Federico Aparici y Soriano, sin embargo pudo dirigir las obras de la cripta.
Ejerció una actividad montañera, cazadora, naturista y desinhibida que alimentó el mito. Cuenta don Alejandro Pidal y Mon: «Su verdadero teatro eran los Picos de Europa, Peña Santa, la Canal de Trea, los gigantescos Urrieles asturianos. En ellos se perdía meses enteros, llevando por todo ajuar un zurrón con harina de maíz y una lata para tostarlo al fuego de la hierba seca, su carabina y cartuchos. Vino no bebía, bebía agua en la palma de la mano; carne sólo la del rebeco que abatía con certero disparo de su escopeta y cuya asadura tostaba sobre la misma lata del mismo fuego. Dormía entre las últimas matas de enebro; se bañaba al amanecer en los solitarios lagos de la montaña y al regresar de la penosa excursión a los Picos, se refrescaba revolcándose desnudo sobre la nieve...».